# فرانک رنزولی
فرانک رنزولی (انگلیسی: Frank Renzulli؛ زادهٔ ۲۱ فوریهٔ ۱۹۵۹) بازیگر، نویسنده، تهیه‌کننده فیلم و فیلم‌نامه‌نویس اهل ایالات متحده آمریکا است.
از فیلم‌ها یا برنامه‌های تلویزیونی که وی در آن نقش داشته است، می‌توان به مشت‌زن، برادوی دنی رز، قلب‌های وحشی را نمی‌توان شکست و پدر قهرمان من اشاره کرد.